# Campionato europeo maschile di pallamano 2002
Il Campionato europeo maschile di pallamano 2002 è stata la 5ª edizione del torneo organizzato dalla European Handball Federation. Il torneo si è svolto dal 25 gennaio al 3 febbraio 2002 in Svezia.
Il torneo ha visto l'affermazione della nazionale padrone di casa, la Svezia per la quarta volta nella sua storia.

## Squadre partecipanti
- Svezia
- Rep. Ceca
- Ucraina
- Polonia
- Danimarca
- Russia
- Portogallo
- Israele
- Islanda
- Spagna
- Slovenia
- Svizzera
- Germania
- Jugoslavia
- Francia
- Croazia

## Podio
| Pos. | Squadra   |
| ---- | --------- |
| 1°   | Svezia    |
| 2°   | Germania  |
| 3°   | Danimarca |